# Гілберт Арінас
Гілберт Джей Арінас (молодший) (англ. Gilbert Jay Arenas Jr.; нар. 6 січня 1982, Тампа, Флорида, США) — американський професіональний баскетболіст, що грав на позиції розігруючого захисника за низку команд НБА.

## Ігрова кар'єра
На університетському рівні грав за команду Арізона (1999—2001), де також виступав Річард Джефферсон. 2001 року допоміг команді дійти до фіналу турніру NCAA, де, однак, вона програла.
2001 року був обраний у другому раунді драфту НБА під загальним 31-м номером командою «Голден-Стейт Ворріорс». Захищав кольори команди з Окленда протягом наступних 2 сезонів. Обираючи собі ігровий номер, зупинився на 0, що означало кількість зіграних хвилин, які йому пророкували експерти. У дебютному сезоні зіграв 47 матчів, 30 з яких були зі стартових секунд. Набирав у середньому 10,9 очка за матч. Наступного року отримав нагороду Найціннішого гравця матчу новачків НБА та Найбільш прогресуючого гравця НБА.
З 2003 по 2010 рік грав у складі «Вашингтон Візардс». В перший сезон у Вашингтоні сформував найрезультативніший дует у лізі разом з Ларрі Г'юзом. З 2005 по 2007 рік тричі запрошувався на матчі всіх зірок НБА. 2006 року також взяв участь у конкурсі триочкових кидків на зірковому вікенді, де дійшов до фіналу, проте програв Дірку Новіцкі.
17 грудня 2006 року у матчі проти «Лос-Анджелес Лейкерс» набрав 60 очок, що стало його особистим рекордом у кар'єрі. Це також стало рекордом франшизи. У тому ж матчі набрав 16 очок у овертаймі, що стало найбільшим показником для овертайму в історії НБА.
2010 року в обмін на Рашарда Льюіса перейшов до «Орландо Меджик», у складі якої провів наступний сезон своєї кар'єри. 9 грудня 2011 року був відрахований з команди.
Наступною командою в кар'єрі гравця була «Мемфіс Ґріззліс», за яку він відіграв лише частину сезону 2012 року та де виконував роль резервіста Майка Конлі.
Останньою ж командою в кар'єрі гравця стала «Шанхай Шаркс» з Китаю, до складу якої він приєднався 19 листопада 2012 року і за яку відіграв один сезон.

## Статистика виступів

### Регулярний сезон
| Сезон              | Команда                 | GP  | GS  | MPG  | FG%  | 3P%  | FT%  | RPG | APG  | SPG | BPG | PPG  |
| ------------------ | ----------------------- | --- | --- | ---- | ---- | ---- | ---- | --- | ---- | --- | --- | ---- |
| 2001–02            | «Голден-Стейт Ворріорс» | 47  | 30  | 24.6 | .453 | .345 | .775 | 2.8 | 3.7  | 1.5 | .2  | 10.9 |
| 2002–03            | «Голден-Стейт Ворріорс» | 82  | 82  | 35.0 | .431 | .348 | .791 | 4.7 | 6.3  | 1.5 | .2  | 18.3 |
| 2003–04            | «Вашингтон Візардс»     | 55  | 52  | 37.6 | .392 | .375 | .748 | 4.6 | 5.0  | 1.9 | .2  | 19.6 |
| 2004–05            | «Вашингтон Візардс»     | 80  | 80  | 40.9 | .431 | .365 | .814 | 4.7 | 5.1  | 1.7 | .3  | 25.5 |
| 2005–06            | «Вашингтон Візардс»     | 80  | 80  | 42.3 | .447 | .369 | .820 | 3.5 | 6.1  | 2.0 | .3  | 29.3 |
| 2006–07            | «Вашингтон Візардс»     | 74  | 73  | 39.8 | .418 | .351 | .844 | 4.6 | 6.0  | 1.9 | .2  | 28.4 |
| 2007–08            | «Вашингтон Візардс»     | 13  | 8   | 32.7 | .398 | .282 | .771 | 3.9 | 5.1  | 1.8 | .1  | 19.4 |
| 2008–09            | «Вашингтон Візардс»     | 2   | 2   | 31.5 | .261 | .286 | .750 | 4.5 | 10.0 | .0  | .5  | 13.0 |
| 2009–10            | «Вашингтон Візардс»     | 32  | 32  | 36.5 | .411 | .348 | .739 | 4.2 | 7.2  | 1.3 | .3  | 22.6 |
| 2010–11            | «Вашингтон Візардс»     | 21  | 14  | 34.6 | .394 | .324 | .836 | 3.3 | 5.6  | 1.4 | .6  | 17.3 |
| 2010–11            | «Орландо Меджик»        | 49  | 2   | 21.6 | .344 | .275 | .744 | 2.4 | 3.2  | .9  | .2  | 8.0  |
| 2011–12            | «Мемфіс Ґріззліс»       | 17  | 0   | 12.4 | .406 | .333 | .700 | 1.1 | 1.1  | .6  | .1  | 4.2  |
| Усього за кар'єру  | Усього за кар'єру       | 552 | 455 | 35.0 | .421 | .351 | .803 | 3.9 | 5.3  | 1.6 | .2  | 20.7 |
| В іграх усіх зірок | В іграх усіх зірок      | 3   | 1   | 15.0 | .261 | .250 | .500 | 1.0 | 2.3  | 1.0 | .0  | 5.3  |

### Плей-оф
| Сезон             | Команда             | GP | GS | MPG  | FG%  | 3P%  | FT%  | RPG | APG | SPG | BPG | PPG  |
| ----------------- | ------------------- | -- | -- | ---- | ---- | ---- | ---- | --- | --- | --- | --- | ---- |
| 2005              | «Вашингтон Візардс» | 10 | 10 | 45.0 | .376 | .234 | .766 | 5.2 | 6.2 | 2.1 | .6  | 23.6 |
| 2006              | «Вашингтон Візардс» | 6  | 6  | 47.3 | .464 | .435 | .771 | 5.5 | 5.3 | 2.2 | .7  | 34.0 |
| 2008              | «Вашингтон Візардс» | 4  | 2  | 23.5 | .389 | .417 | .833 | 1.8 | 2.8 | .5  | .0  | 10.8 |
| 2011              | «Орландо Меджик»    | 5  | 0  | 16.2 | .429 | .250 | .667 | 2.8 | 2.4 | .2  | .2  | 8.6  |
| 2012              | «Мемфіс Ґріззліс»   | 7  | 0  | 12.5 | .250 | .000 | .000 | 1.2 | .2  | .0  | .0  | 3.0  |
| Усього за кар'єру | Усього за кар'єру   | 32 | 18 | 30.1 | .410 | .305 | .769 | 3.5 | 3.8 | 1.2 | .4  | 17.1 |